# Pir (mytische koning)
Pir was volgens de legende zoals beschreven door Geoffrey van Monmouth, koning van Brittannië. Hij werd voorgegaan door koning Penessil en werd opgevolgd door zijn zoon Capoir. Pir regeerde van 130 v.Chr. - 124 v.Chr.